# Okręty patrolowe typu Flyvefisken
Okręty patrolowe typu Flyvefisken (Standard Flex 300) – seria duńskich okrętów patrolowych i wielozadaniowych o wymiennym modułowym wyposażeniu z końcowego okresu zimnej wojny, które zaczęły wchodzić do służby od 1989 roku. Zbudowano 14 okrętów tego typu. W zależności od wyposażenia mogły służyć do zadań patrolowych, uderzeniowych, niszczenia min lub zwalczania okrętów podwodnych. Począwszy od 2008 roku cztery okręty zostały sprzedane Litwie, a w roku 2014 kolejne cztery – Portugalii.
Okręty miały kadłuby wykonane z kompozytu szklanego i siłownię złożoną z turbiny gazowej i silników wysokoprężnych. Uzbrojenie i wyposażenie montowane było w czterech standardowych gniazdach na pokładzie i typowo stanowiła je armata uniwersalna 76 mm OTO Melara, a opcjonalnie pociski przeciwokrętowe Harpoon, pociski plot. Sea Sparrow, wyrzutnie torped lub miny morskie.

## Historia
Prace koncepcyjne nad nowymi okrętami dla marynarki Danii, posiadającymi wymienne moduły uzbrojenia, rozpoczęły się na początku lat 80. XX wieku. Koncepcja budowy okrętów, które otrzymały oznaczenie Standard Flex 300, zakładała wyposażenie ich w cztery standardowe gniazda w kadłubie dla wymiennych modułów z różnym uzbrojeniem lub wyposażeniem, które miało być dobierane w zależności od potrzeb i konkretnych misji. Pozwalało to na redukcję liczby okrętów marynarki i potrzebnych dla nich załóg. Miały one zastąpić przeznaczone do wycofania okręty patrolowe typu Daphne, kutry torpedowe typu Søløven i trałowce typu Sund. Przewidziano możliwość zainstalowania uzbrojenia i wyposażenia, dzięki któremu okręty mogły spełniać jedne z następujących zadań: patrolowanie, zwalczanie jednostek nawodnych (wariant uderzeniowy rakietowo-torpedowy), zwalczanie okrętów podwodnych, unieszkodliwianie min morskich (wariant niszczyciela min) albo stawianie min. W wariancie patrolowym mogły służyć do ochrony strefy ekonomicznej, w tym rybołówstwa. Opracowano też warianty wyposażenia do zastosowań pokojowych: unieszkodliwiania plam zanieczyszczeń i badań hydrograficznych.
Zamówienie na budowę pierwszych siedmiu jednostek, z opcją na dziewięć kolejnych, zostało złożone w duńskiej stoczni Danyard A/S w Aalborgu 27 lipca 1985 roku. Drugą serię sześciu jednostek zamówiono 14 czerwca 1990 roku, po czym jeszcze ostatni czternasty okręt w 1993 roku. Z powodu cięć budżetowych i zmniejszonych potrzeb po zakończeniu zimnej wojny zrezygnowano natomiast z budowy przewidzianych dwóch dalszych jednostek.
Budowa prototypowego okrętu „Flyvefisken”, od którego nazwano typ, rozpoczęła się 15 sierpnia 1985 roku. Wykonanie samego kadłuba została podzlecone szwedzkiej stoczni Kalskrona Varvet w Karlskronie, a kolejne jednostki typu powstawały już w Aalborgu. Wodowanie prototypu odbyło się 26 kwietnia 1986 roku, wejście do służby nastąpiło 19 grudnia 1989 roku. Ostatni okręt serii, „Søløven”, wszedł do służby 28 maja 1996 roku.

## Opis

### Architektura i kadłub

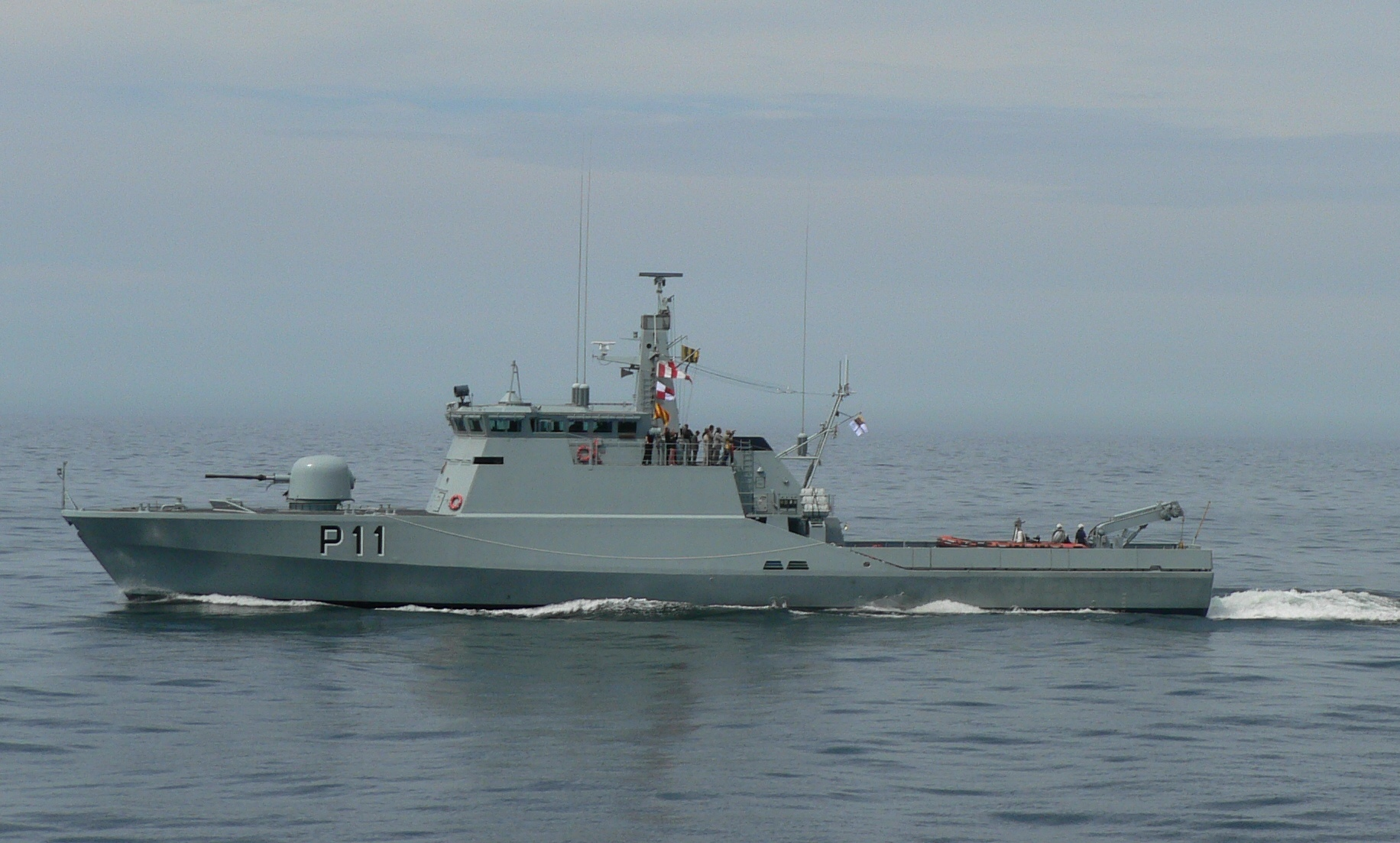
„Žemaitis” z profilu

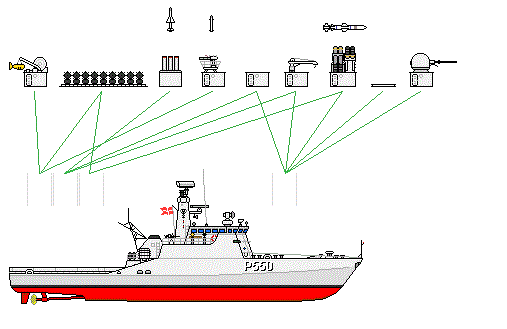
Schemat idei wymiennych modułów okrętów Standard Flex 300

Okręty typu Flyvefisken miały kadłub wykonany z kompozytów z włóknem szklanym (GRP). Zaletą takiego materiału było obniżenie masy kadłuba, przy wytrzymałości odpowiadającej 4 mm blachy stalowej. Architekturę okrętów wyróżniał podwyższony pokład dziobowy na ponad połowę długości kadłuba, nisko położony nad wodą pokład rufowy i duża nadbudówka w formie nadbudowy pośrodku, na całą szerokość kadłuba. Nadbudowa miała pochyłą przednią ścianę i płaskie boczne ściany, zwieńczona była przeszklonym pomostem nawigacyjnym, a w tylnej części połączona była z obudowanym masztem w formie ostrosłupa i niskim kominem. Pokład rufowy otoczony był niskimi nadburciami. Główną innowacją było uzbrojenie i wyposażenie specjalne montowane w zunifikowanych modułach (kontenerach) w czterech gniazdach: jednym na pokładzie dziobowym (typowo zajętym przez moduł z działem) i trzech na pokładzie rufowym. Kontenery miały wymiary: długość 3,5 m, szerokość 3 m, wysokość 2,5 m i wyposażone były we wszystkie potrzebne łącza. Oprócz modułów z uzbrojeniem istniały moduły z uniwersalnym żurawiem okrętowym lub dodatkowymi pomieszczeniami mieszkalnymi lub magazynowymi.
Wyporność pełna okrętów była określona na 480 ts (488 ton). Inne źródła podają wyporność standardową 300 t i pełną 450 t lub wyporność pełną 320 t. Długość wynosiła 54 m, szerokość 9 m, a zanurzenie 2,5 m.
Dzięki wysokiej automatyzacji, okręty mogły być obsługiwane już przez załogę w składzie 15 osób. W wariancie patrolowym załoga liczyła 17 osób, a w wariancie uderzeniowym 19 osób, w tym w obu wariantach czterech oficerów. Można było zaokrętować do 10 dodatkowych osób, korzystając także z dodatkowych pomieszczeń w kontenerach. W zależności od misji załoga sięgała 29 osób. W służbie litewskiej oraz portugalskiej załoga została zwiększona do 26 osób, w tym pięciu oficerów.

### Uzbrojenie

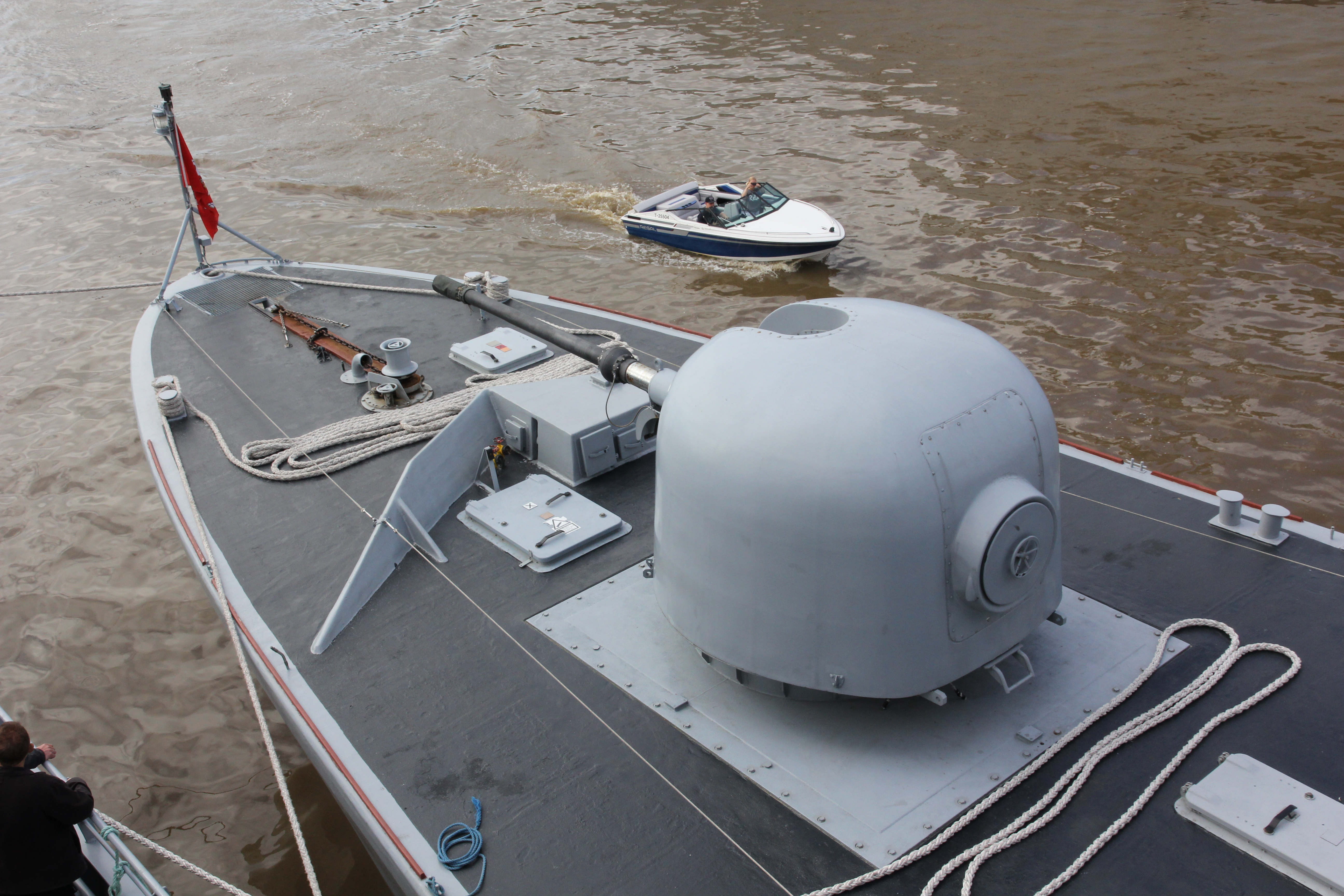
Armata 76 mm na „Dzūkas”

Podstawowym modułem uzbrojenia, stosowanym we wszystkich wojskowych wariantach wyposażenia, jest montowana na dziobie automatyczna armata uniwersalna kalibru 76 mm OTO Melara 3 in/62 Super Rapid w bezzałogowej wieży. Ma ona szybkostrzelność do 120 strz./min, maksymalną donośność 16 km i strzela pociskami o masie 6 kg. Oprócz tego, etatowe uzbrojenie stanowiły dwa karabiny maszynowe kalibru 12,7 mm.
W wariancie uderzeniowym montowano za nadbudówką moduł ze skierowanymi na przeciwległe burty dwoma poczwórnymi wyrzutniami kontenerowymi pocisków przeciwokrętowych Harpoon. Można było także zamontować mniejszą liczbę wyrzutni (dwie podwójne). Pociski Harpoon miały zasięg 130 km i przenosiły głowicę o masie 227 kg, przy czym od 2001 roku można było stosować pociski wersji Block II z możliwością ataku na cele lądowe.
Niezależnie od modułów uzbrojenia, w wariancie uderzeniowym można było zamontować na pokładzie na burtach dwie wyrzutnie torped kalibru 533 mm. Stosowano torpedy FFV typ 613, kierowane przewodowo lub samonaprowadzające się pasywnie, o zasięgu do 15 km. Od 2001 roku stosowano także lekkie torpedy przeciwpodwodne MU90 Impact. W składzie uzbrojenia były także cztery bomby głębinowe, albo w wariancie stawiacza min 60 min morskich na montowanych na pokładzie torach minowych.
Do samoobrony przeciw lotnictwu we wszystkich wariantach wyposażenia można było zastosować moduł z trzema podwójnymi pionowymi wyrzutniami Mk 48 Mod 3 dla sześciu rakiet przeciwlotniczych krótkiego zasięgu Sea Sparrow. Przy czym, cztery takie moduły zostały zamówione przez marynarkę dopiero w listopadzie 1993 roku. Od 2002 roku stosowano także wyrzutnie dla 12 rakiet.
W litewskiej służbie patrolowce nie dysponują pociskami przeciwokrętowymi oraz przeciwlotniczymi. Główne uzbrojenie stanowi jedynie dziobowa armata automatyczna OTO Melara, uzupełniana przez stanowiska dla wielkokalibrowych karabinów maszynowych Browning M2 oraz lżejszych MG3. Również Portugalczycy po wprowadzeniu okrętów do służby postanowili przeprowadzić prace modernizacyjne połączone z przebudową jednostek stricte do operacji patrolowych i ratowniczych. Zdemontowano całe dotychczasowe uzbrojenie, pozostawiając jedynie stanowiska dla karabinów maszynowych Browning M2.

### Wyposażenie

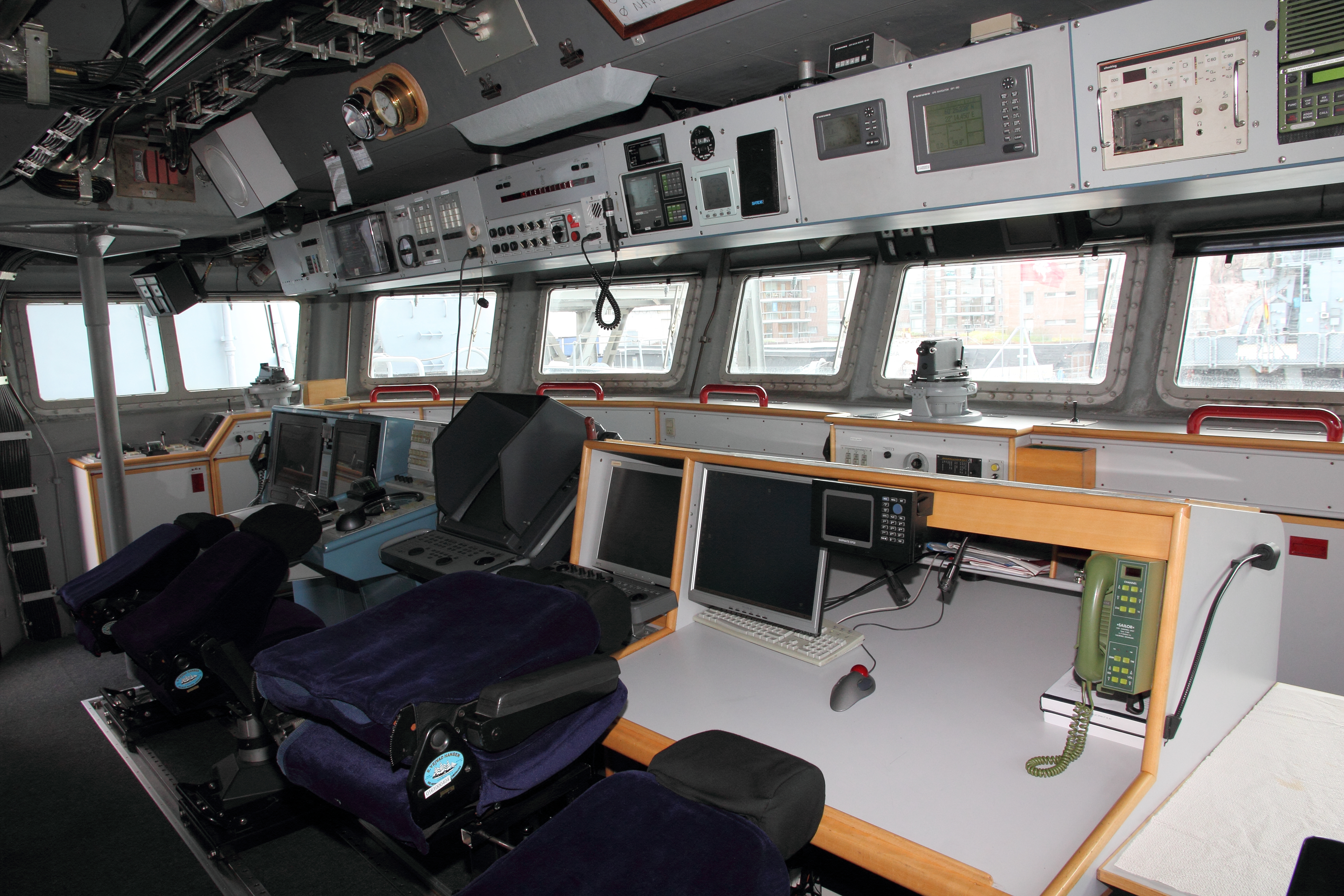
Pomost nawigacyjny „Dzūkas”

Sensory i wyposażenie elektroniczne: 
- radar dozoru ogólnego Plessey AWS-6, w drugiej serii zastąpiony przez Telefunken TRS-3D (montowany także na starszych podczas modernizacji), pracujące w paśmie G lub G/H – na szczycie masztu[3][4]
- radar dozoru nawodnego Terma Scanter Mil (pasmo I) – na platformie z przodu masztu[3]
- radar nawigacyjny Furuno(inne języki) (pasmo I)[3]
- radar kierowania ogniem CelsiusTech 9LV 200 Mk 3 (pasmo Ku/J) – na dachu nadbudówki[3]
- system optroniczny kierowania ogniem CelsiusTech 9LV Mk 3[3]
- sonar kadłubowy CelsiusTech CTS-36/39[3]
- system informacji bojowej Terma/CelsiusTech TDS[3]
- system wymiany informacji bojowych Link 11 (instalowany w trakcie służby)[3]
- systemy łączności radiowej i nawigacji satelitarnej[9]

Z zakresu walki radioelektronicznej okręty były wyposażone w system ostrzegania przed emisją radarową Racal Sabre, system zakłóceń aktywnych Racal Cygnus i dwie sześciolufowe wyrzutnie zakłócające (dipoli i flar) kalibru 130 mm Sea Gnat DL-6T. Okręty miały system identyfikacji swój–obcy Hazeltine.

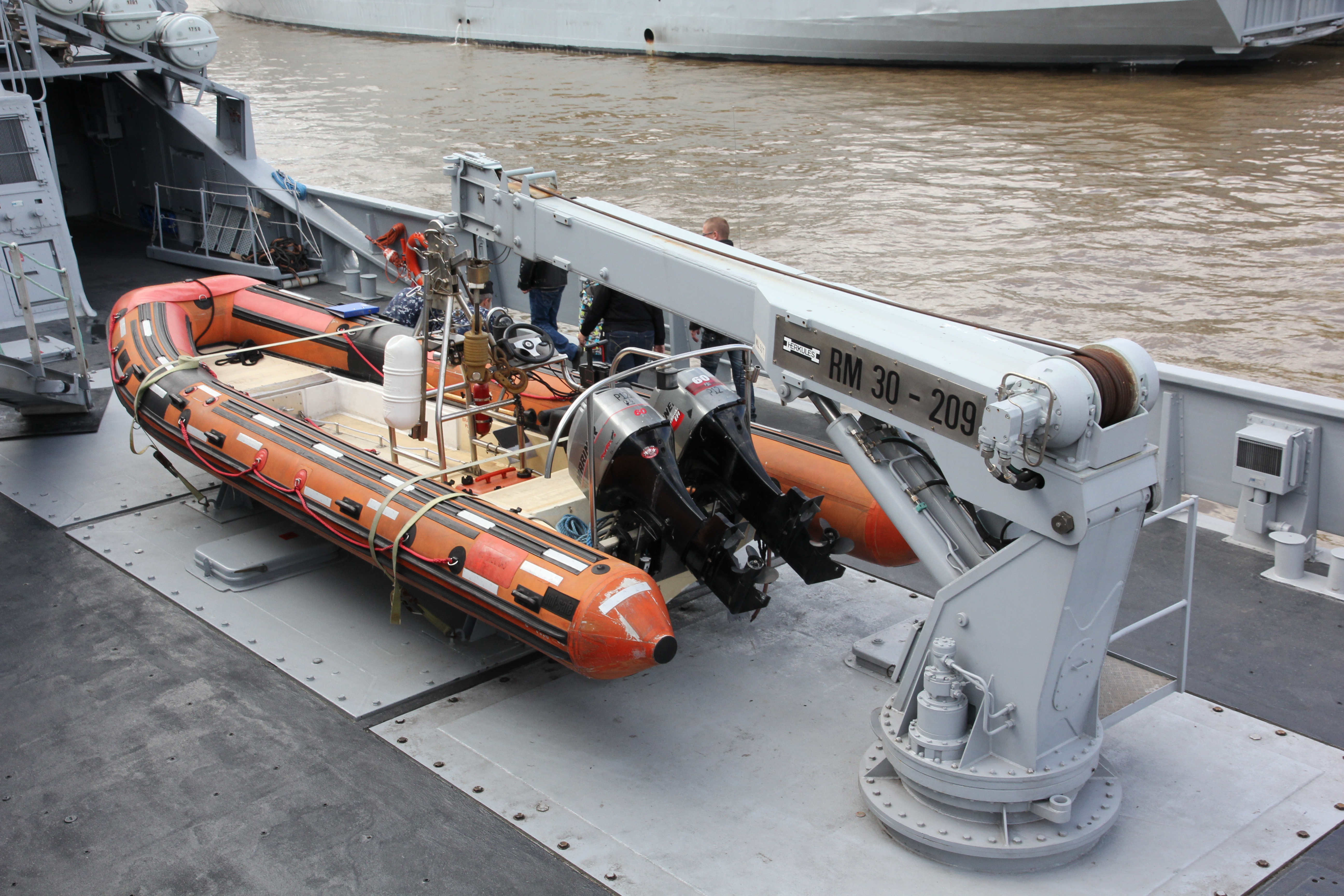
„Dzūkas” – widoczny żuraw i łódź półsztywna na pokładzie rufowym oraz miejsca na dwa moduły

W wariancie przeciwpodwodnym stosowano moduł z sonarem holowanym Thomson Sintra TSM 2640 Salmon. W wariancie niszczyciela min stosowano system przeciwminowy Ibis 43 z systemem taktycznym Thomson Sintra 2061 i pojazdami podwodnymi Bofors Double Eagle ROV Mk I lub Mk II. Dania zamówiła do połowy lat 90. XX wieku sześć par pojazdów Double Eagle. Okręty mogły też w wariancie niszczyciela min kierować dwoma zdalnie sterowanymi bezzałogowymi kutrami SAV, wyposażonymi w sonary holowane obserwacji bocznej Thomson Sintra TSM 2054. W latach 1991–1996 Dania zbudowała sześć takich kutrów, o oznaczeniach MRD 1 – 6. Miały one kadłuby również z kompozytu szklanego, wyporność 32 tony i długość 18,2 m. W takim wariancie okręt był wyposażony w moduł kierowania kutrami bezzałogowymi.
Standardowo wszystkie okręty były wyposażone jako patrolowe, z armatą 76 mm i karabinami maszynowymi. W takim wariancie na rufie był montowany moduł z żurawiem i przenoszona była łódź hybrydowa. Pod koniec XX wieku Dania dysponowała 10 modułami do pełnienia funkcji uderzeniowych, pięcioma modułami do niszczenia min, czterema modułami do zwalczania okrętów podwodnych i 14 zestawami do stawiania min.
W służbie litewskiej okręty zostały wyposażone jako patrolowe i usunięto z nich główny radar dozoru ogólnego, pozostawiając radar dozoru nawodnego Terma Scanter Mil, zmodyfikowano też inne wyposażenie elektroniczne. Jedynie na patrolowcach „Dzūkas” i „Aukštaitis” zachowano sonary zanurzalne służące do wykrywania i śledzenia obiektów podwodnych. „Sėlis” zaś jako jedyny z całej czwórki został przejęty z oryginalnym i przestarzałym radarem dwuwspółrzędnym AWS-6 Dolphin do wykrywania celów powietrznych.
W 2021 roku Litwa zakontraktowała cztery nowe stacje radiolokacyjne dla wszystkich przejętych patrolowców. Wybór padł na wielofunkcyjny radar trójwspółrzędny Columbus Mk 2 3D, przeznaczony do wykrywania celów nawodnych i powietrznych w odległości do 100 kilometrów. Dodatkowo nowe radary dysponują możliwością wskazywania celów systemom uzbrojenia zamontowanym na okrętach.

### Napęd
Napęd był w systemie CODAG, składający się z turbiny gazowej General Electric LM 500 mocy szczytowej, o mocy 5450 hp, poruszającej środkowy wał śruby, oraz dwóch silników wysokoprężnych MTU 16V 396 TB 94 o mocy łącznej 5800 hp pracujących na zewnętrzne wały śrub. Inne źródła podawały moc turbiny 5680 shp, a silników — 6960 bhp. Okręty napędzały trzy śruby o regulowanym skoku. Prędkość maksymalna wynosiła 30 węzłów, a na silnikach 20 węzłów. Zasięg wynosił 2400 Mm przy prędkości 18 węzłów. Okręty miały też napęd pomocniczy dla pływania z małą prędkością, głównie przy zadaniach przeciwminowych, w postaci silników hydraulicznych napędzających zewnętrzne wały, dla których czynnik roboczy zapewniały pompy napędzane silnikiem wysokoprężnym GM 12V-71 o mocy 500 hp. Napęd hydrauliczny pozwalał na osiąganie prędkości 10 węzłów. Na dziobie okręty miały ster strumieniowy.
W służbie litewskiej, w związku z ograniczeniem przeznaczenia do roli okrętów patrolowych, zrezygnowano z turbiny gazowej i napęd stanowią dwa silniki o mocy 5400 hp poruszające dwie śruby (prędkość maksymalna 18 węzłów).

## Okręty
| Nr burtowy              | Nazwa                   | Wejście do służby       | Uwagi                           |
| Kongelige Danske Marine | Kongelige Danske Marine | Kongelige Danske Marine | Kongelige Danske Marine         |
| ----------------------- | ----------------------- | ----------------------- | ------------------------------- |
| P550                    | Flyvefisken             | 19.12.1989              | → Litwa: „Žemaitis” (P11)       |
| P551                    | Hajen                   | 19.07.1990              | → Litwa: „Dzūkas” (P12)         |
| P552                    | Havkatten               | 01.11.1990              | → Litwa: „Sėlis” (P15)          |
| P553                    | Laxen                   | 22.03.1991              |                                 |
| P554                    | Makrelen                | 01.10.1991              |                                 |
| P555                    | Støren                  | 24.04.1992              |                                 |
| P556                    | Sværdfisken             | 01.02.1993              |                                 |
| P557                    | Glenten                 | 29.04.1993              | → Portugalia: „Mondego” (P592)  |
| P558                    | Gribben                 | 01.07.1993              |                                 |
| P559                    | Lommen                  | 21.01.1994              | → Litwa: „Aukštaitis” (P14)     |
| P560                    | Ravnen                  | 17.10.1994              | → Portugalia: „Douro” (P591)    |
| P561                    | Skaden                  | 10.04.1995              | → Portugalia: „Guadiana” (P593) |
| P562                    | Viben                   | 15.01.1996              | → Portugalia: NRP „Tejo” (P590) |
| P563                    | Søløven                 | 28.05.1996              | 2012 → okręt pomocniczy (Y311)  |

## Służba

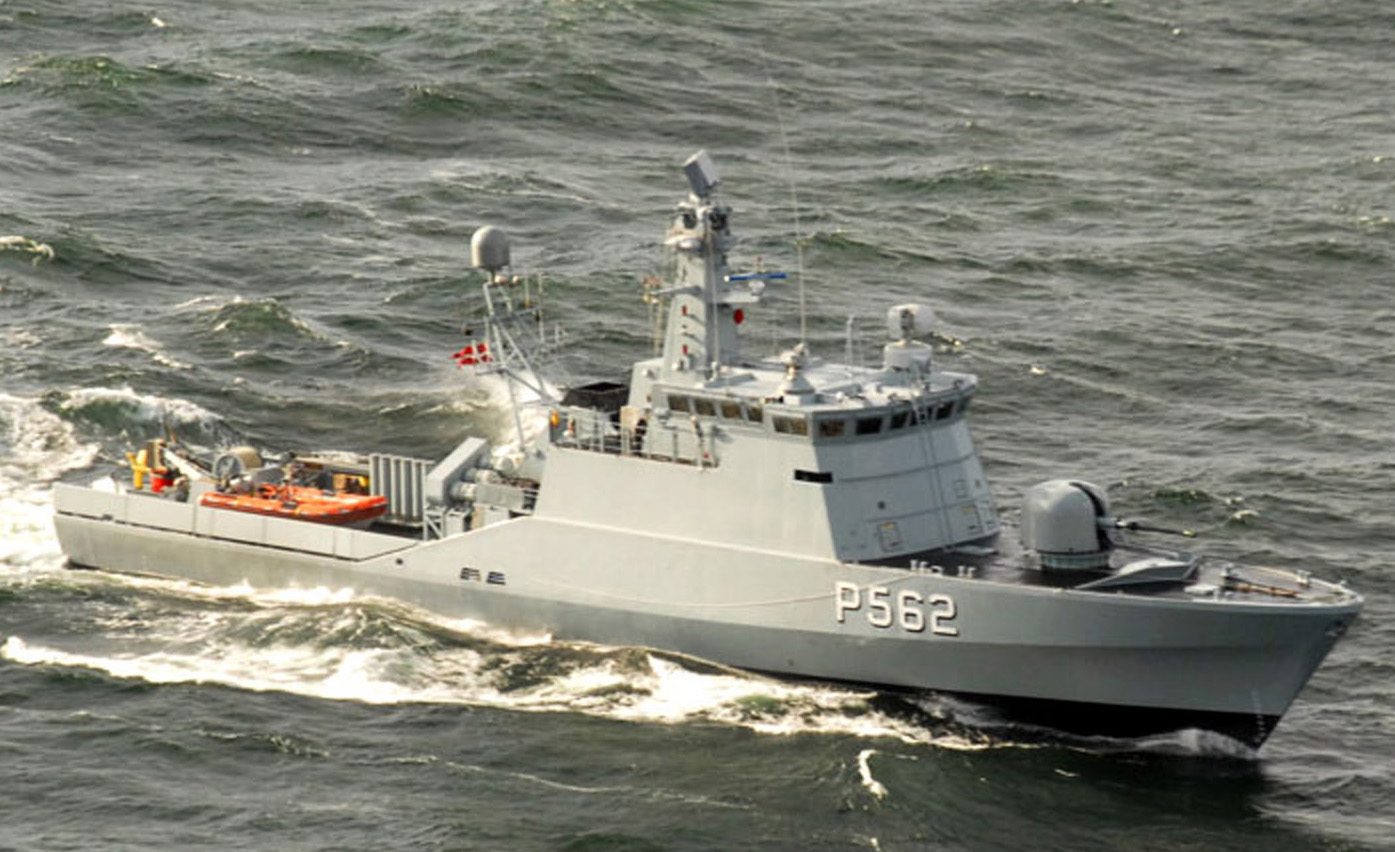
„Viben”

Okręty typu Flyvefisken zaczęły wchodzić do służby w Królewskiej Marynarce Duńskiej już po zakończeniu zimnej wojny – prototyp w grudniu 1989 roku, po dwa w 1990 i 1991 roku i dalsze do 1996 roku. Okręty te brały między innymi udział w ćwiczeniach międzynarodowych, w tym cyklicznych manewrach BALTOPS na Bałtyku, od 1997 roku odwiedzając także Gdynię.
W 2004 roku duńska marynarka powróciła częściowo do idei okrętów specjalizowanych i wkrótce po tym zostały wycofane ze służby pierwsze cztery jednostki („Flyvefisken”, „Hajen”, „Sværdfisken” i „Lommen”). W 2010 roku na skutek cięć w budżecie obrony (Defence Agreement 2010-14) wycofano dalsze osiem, a w kolejnym roku „Havkatten”. Jako ostatni pozostał „Søløven” (nowy numer burtowy Y311), rozbrojony i przystosowany w 2012 roku do roli okrętu pomocniczego – szkolnej bazy nurków, z zamontowaniem komory dekompresyjnej i dzwonu nurkowego.
W latach 2008–2010 trzy okręty: „Flyvefisken”, „Hajen” i „Lommen” zostały sprzedane Litwie, dla jej marynarki wojennej, która wykorzystywała je do patrolowania i ochrony wód morza terytorialnego i wyłącznej strefy ekonomicznej tego państwa. Otrzymały nazwy: „Žemaitis”, „Dzūkas” i „Aukštaitis”. Dostarczono je w wersji czysto patrolowej, ze zdemontowaną turbiną gazową i częścią wyposażenia radarowego. Stały się okrętami o największej wartości bojowej marynarki Litwy, reprezentując ją w ćwiczeniach międzynarodowych, w tym manewrach BALTOPS. W 2016 roku Litwie sprzedano czwarty okręt tego typu „Havkatten”, który otrzymał nazwę „Sėlis”. Litwa nabyła też wówczas dwa komplety sonarów.
W 2014 roku cztery okręty: „Viben”, „Glenten” , „Ravnen” i „Skaden” sprzedano Portugalii, dla Marinha Portuguesa, w której otrzymały nazwy: „Tejo”, „Mondego”, „Douro” i „Guadiana”. Zostały dostarczone w 2015 roku, po czym zmodernizowane w stoczni Arsenal do Alfeite. Ich przeznaczeniem stała się służba patrolowa oraz poszukiwawczo-ratunkowa w pasie przybrzeżnym i archipelagu Madery, także w ramach działań europejskiej agencji Frontex. Zakupiono również piąty okręt na części zamienne.